# Dicorynia
Dicorynia là một chi thực vật có hoa trong họ Đậu.